# Agapia
Agapia é uma comuna romena localizada no distrito de Neamţ, na região de Moldávia. A comuna possui uma área de 58.68 km² e sua população era de 4604 habitantes segundo o censo de 2007.